# Combiné nordique aux Jeux olympiques
Le combiné nordique fait son apparition dès les premiers Jeux olympiques d'hiver en 1924 à Chamonix avec une épreuve individuelle masculine.
Aux Jeux olympiques de 1988, une épreuve de relais apparaît. C'est aussi la première fois que le tableau de Gundersen, méthode permettant de convertir les points en secondes, est utilisé aux Jeux olympiques. Aux jeux olympiques de 2002, une troisième épreuve apparaît : le sprint. En 2010, les épreuves individuelles changent : les deux courses ont lieu sur 10 km mais la taille des tremplins est différente (tremplin normal et grand tremplin).
Cette discipline est seulement masculine, aucune épreuve féminine n'a lieu. Elle est la seule épreuve non mixte des jeux olympiques d'hiver de 2018.

## Histoire

### Introduction aux Jeux olympiques
Le ski de fond et le saut à ski (les deux disciplines composant le combiné nordique) viennent de Norvège. La première compétition de combiné a eu lieu à Oslo en 1879 : la Husebyrennet,. Cette compétition devient en 1892 le festival de ski d'Holmenkollen et à l'époque le combiné nordique est l'épreuve reine.
Dès 1899, les Tchèques Josef Rössler-Ořovský (cs) et Jiří Stanislav Guth-Jarkovský (membres du CIO) proposent à Pierre de Coubertin d'inclure des sports d'hiver au programme olympique mais celui-ci refuse. À la suite de ce refus, Viktor Balck soutient le projet de E. Johan Widmark de créer les Jeux nordiques. Le combiné nordique intègre le programme des Jeux Nordiques. Par la suite, la question d’intégrer des sports d'hiver aux Jeux olympiques est débattue plusieurs fois au CIO sans succès. En 1920, malgré l'opposition du Suédois, Viktor Balck, les Jeux olympiques de 1920 incluent du hockey sur glace ainsi que du patinage artistique (déjà olympique en 1908). Après plusieurs années de discussions, les scandinaves acceptent l'idée « d'une semaine internationale des sports d'hiver ». Cette compétition sera baptisée Jeux olympiques d'hiver a posteriori.
Le combiné nordique est inscrit au programme olympique dès les Jeux de Chamonix en 1924 et il est l'un des six sports d'hiver qui a été toujours olympique.

### Entre-deux-guerres: la domination norvégienne

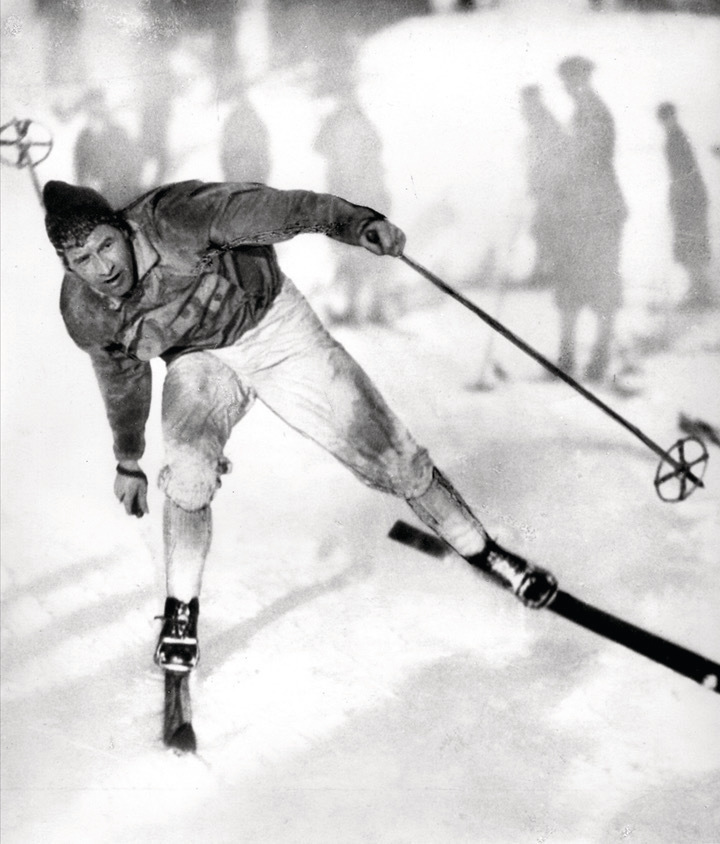
Johan Grøttumsbråten en 1931.

Les quatre premières éditions sont dominés par les Norvégiens qui réalisent le triplé (et même le quadruplé en 1924 et en 1932). La première édition est dominée par Thorleif Haug qui domine le fond et le saut. Lors de cette édition, l'épreuve de fond était un 18 km en style classique qui avait lieu en même temps que l'épreuve de fond (également remportée par Thorleif Haug). Le concours de saut a eu lieu quelques heures avant l'épreuve de saut et les athlètes engagées dans les deux épreuves durent effectuer quatre sauts en un après-midi. En 1928, c'est Johan Grøttumsbråten qui remporte l'or (après le bronze à Chamonix). Johan Grøttumsbråten remporte le 18 km avec une avance de près de cinq minutes. Il termine 8e du saut mais remporte le combiné devant Hans Vinjarengen et John Snersrud.
En 1932, c'est Johan Grøttumsbråten qui remporte pour la seconde fois l'épreuve. Il termine premier dans le 18 km (6e au classement de l'épreuve) et 6e du saut ce qui lui permet de s'imposer devant trois compatriotes. Au cours de sa carrière, il a remporté aux jeux olympiques, trois médailles, une d'argent et deux de bronze.
En 1936, Oddbjørn Hagen remporte l'or après avoir fini premier du fond et 16e du saut. Lauri Valonen remporte le saut et remonte 4e alors qu'il n'avait que 26e du fond. Entre 1924 et 1936, les Norvégiens ont remporté les douze médailles mises en jeu.

### Après guerre
En 1948, pour la première olympiade après la seconde guerre mondiale, aucun norvégien ne monte sur le podium. En effet, lors de cette compétition, Heikki Hasu domine la course avec près de 3 minutes d'avance sur son compatriote Martti Huhtala et près de 5 minutes d'avance sur le Norvégien Olav Odden. Cependant dans le concours de saut, le Norvégien chute et ne termine finalement que onzième. Le Suédois Sven Israelsson domine le concours de saut et monte sur le podium. Le meilleur Norvégien est finalement Eilert Dahl qui termine sixième.
Quatre ans plus tard à Oslo, l'ordre des épreuves change : le saut à ski est dorénavant disputé avant le ski de fond,,. Lors du saut à ski, Simon Slåttvik chute lors de son premier saut mais réalise ensuite deux très bons sauts qui lui permettent de dominer cette épreuve. Il devance deux autres Norvégiens Sverre Stenersen et Per Gjelten. Lors de la course de fond, Heikki Hasu réalise le meilleur temps ce qui lui permet de remonter de la cinquième à la deuxième place. Simon Slåttvik réalise le troisième temps de ski ce qui est suffisant pour lui pour s'imposer. Il est le plus âgé — il a 34 ans — des coureurs du combiné nordique à avoir remporté une médaille d'or olympique. Il est également le premier coureur du combiné nordique à avoir remporté la médaille d'or « à domicile ».
En 1956, Yury Moshkin domine, à la surprise générale, le concours de saut. Sverre Stenersen est deuxième juste devant le Suédois Bengt Eriksson. La course de ski de fond — réduite à 15 km à partir de cette édition des jeux olympiques — est dominée par Sverre Stenersen qui remporte le titre. Il devance Bengt Eriksson et le Polonais Franciszek Gąsienica Groń. Celui-ci remporte la première médaille polonaise de l'histoire en ski nordique.

### Fin de l'hégémonie nordique
Les jeux olympiques de 1960 marquent la fin de la domination scandinave que ce soit en combiné nordique comme en saut à ski. En effet, pour la première fois, deux athlètes non scandinave, les Allemands Georg Thoma et Helmut Recknagel l'emportent respectivement en combiné nordique et en saut à ski. Quatre ans plus tard, Georg Thoma domine le concours de saut à ski mais chute trois fois dans la course de ski de fond. Finalement il doit se contenter de la troisième place. Il est devancé par le Norvégien Tormod Knutsen et par le Soviétique Nikolaï Kisseliov respectivement deuxième et troisième du concours de saut.
En 1968, l'Allemand, Franz Keller l'emporte de justesse devant Alois Kälin et Andreas Kunz. Entre 1972 et 1980, l'Allemand de l'Est Ulrich Wehling réalise l'exploit de remporter le titre olympique lors de trois olympiades successives. En 1972, un Japonais, Hideki Nakano domine le concours de saut mais réalise le plus mauvais temps de ski et il se classe finalement treizième. En 1976, Ulrich Wehling domine le concours de saut avec suffisamment de marge pour s'imposer. Il devance Urban Hettich qui réalise le meilleur temps de ski de fond. Konrad Winkler prend la troisième place. En 1980, Ulrich Wehling, âgé de 27 ans remporte sa troisième médaille devant Jouko Karjalainen et devant Konrad Winkler qui avait remporté le titre lors des Championnats du monde de ski nordique 1978.
En 1984, un Norvégien, Tom Sandberg, vainqueur de la première édition de la coupe du monde, parvient à remporter le titre devant trois finlandais.

### Apparition de la méthode Gundersen

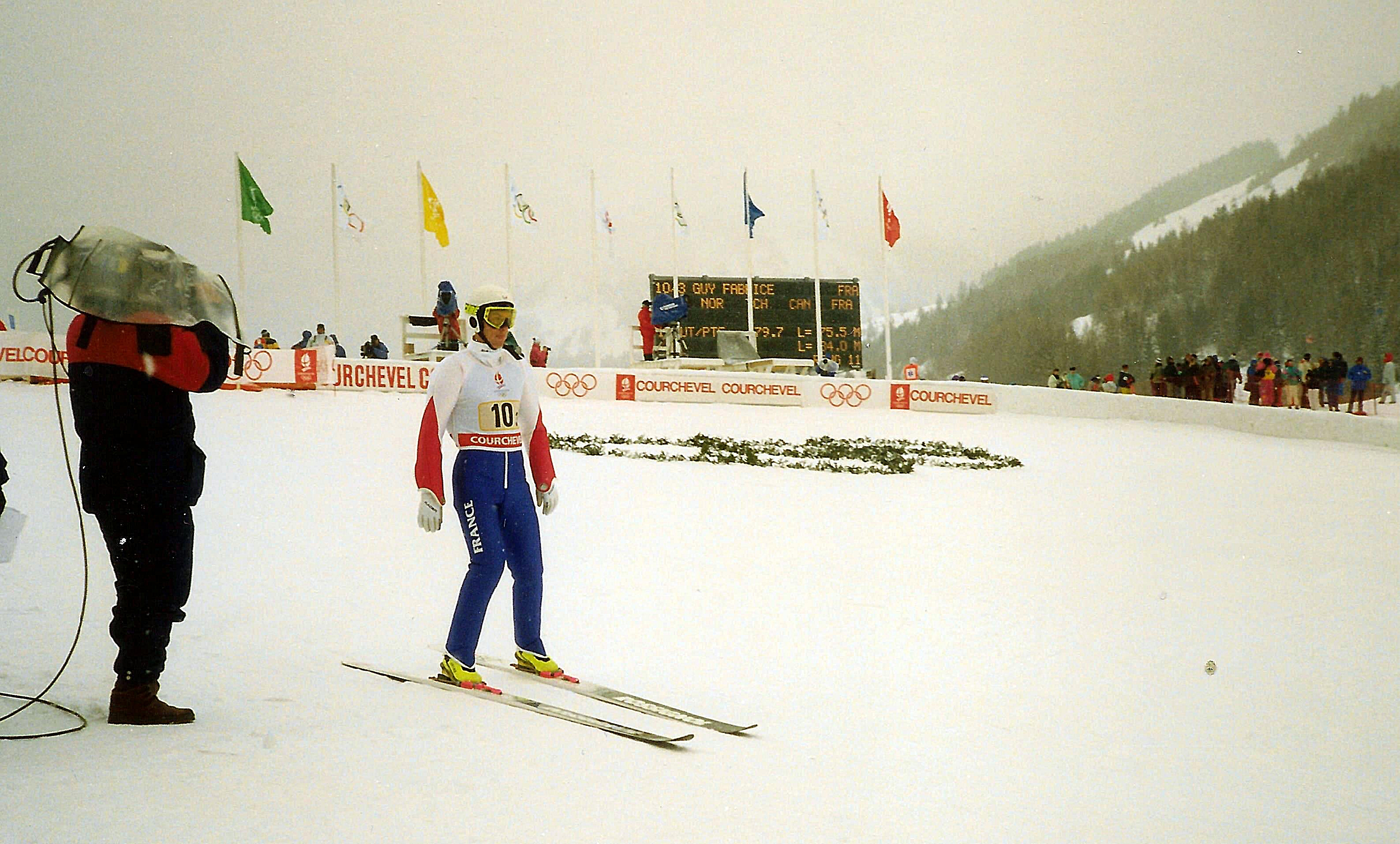
Fabrice Guy après un saut lors Jeux olympiques de 1992.

En 1988, la méthode Gundersen est utilisée pour la première fois,. Cela améliore la compréhension de ce sport et permet aux spectateurs de savoir dès la fin de la course qui a remporté la compétition. Lors de ces mêmes jeux olympiques, une épreuve par équipes (3 × 10 km) est ajoutée au programme. Enfin, le style libre est utilisé pour la première fois,. Hippolyt Kempf s'impose en individuel et l'Allemagne de l'Ouest par équipe,. Quatre ans plus tard, les Français, à domicile, Fabrice Guy et Sylvain Guillaume signent un doublé. Le Japon, grâce à un bon concours de saut, l'emporte dans le relais devant la Norvège et l'Autriche. Deux ans plus tard à Lillehammer, le Norvégien Fred Børre Lundberg l'emporte avec plus d'une minute d'avance sur ces deux poursuivants Takanori Kono et Bjarte Engen Vik. Par équipes, comme en 1992, le Japon domine largement l'épreuve par équipes avec près de 5 minutes d'avance sur les Norvégiens, deuxièmes. À partir de 1998, le relais est disputé par sous le forme d'un 4 × 5 km. Les écarts à l'issue du saut sont faibles. Dans la course de ski de fond, la Norvège l'emporte devant la Finlande et la France. Dans la course individuelle, le Russe Valerij Stoljarov qui n'est pas un des favoris termine deuxième derrière Bjarte Engen Vik. Le lendemain, le Norvégien n'est jamais inquiété et l'emporte. Derrière, le Russe profite des conditions climatiques difficiles qui nivellent le niveau des concurrents pour prendre la troisième place derrière Samppa Lajunen.

### De nouveaux changements
En 2002 une troisième course, le sprint, est ajoutée. Elle consiste en un saut et une course de 7,5 kilomètres en ski de fond. Samppa Lajunen réussit à remporter les titres en 2002.
À partir de 2006, les épreuves se déroulent sur une seule journée. En 2010, les distances en ski de fond sont uniformisées avec un 10 kilomètres. L'épreuve individuelle est renommée en Gundersen sur le tremplin normal et le sprint Gundersen sur le grand tremplin. Le relais, disputé sur le grand tremplin, ne compte plus qu'un saut par athlète.
Elle est la seule épreuve non mixte des jeux olympiques d'hiver de 2014. Envisagée pour les jeux olympiques d'hiver de 2022, l'introduction d'une course féminine n'aura pas lieu lors de cette édition des jeux olympiques,. Finalement le CIO refuse d'inclure les épreuves féminines pour les Jeux olympiques de 2026
. Un temps menacé, les épreuves masculines sont quant à elles maintenues au programme olympique.

## Disciplines et épreuves
À l'origine, il n'y avait qu'une épreuve individuelle. Une épreuve par équipe est ajoutée au programme olympique en 1988 puis une troisième course est ajoutée en 2002.

### Individuel

#### Description et déroulement

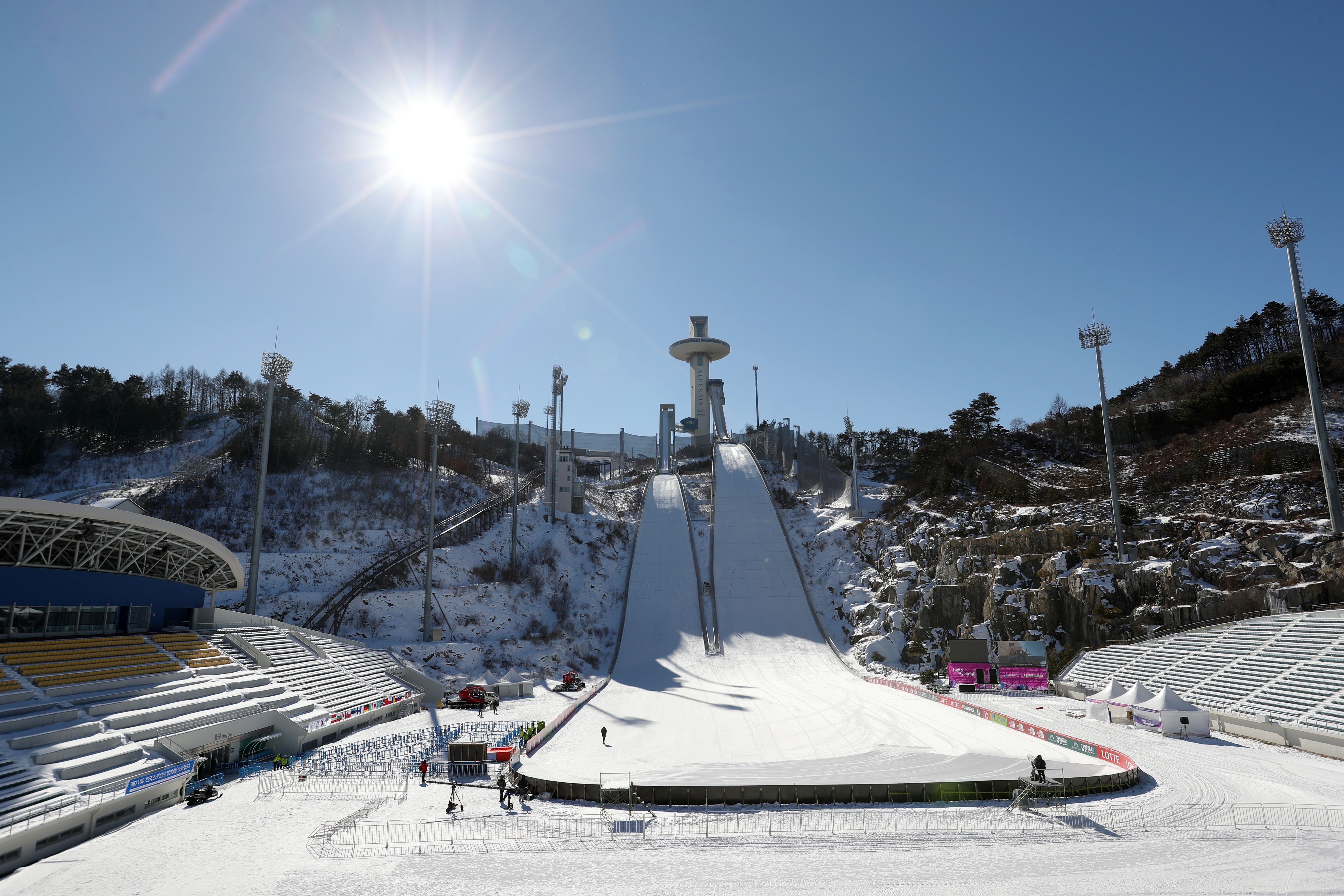
Les tremplins du Alpensia Jumping Park.

Les skieurs exécutent sur une même journée un concours de saut sur le tremplin normal suivi d’une course de ski de fond de 10 kilomètres qui consiste à parcourir quatre boucles de 2,5 kilomètres. À la suite du saut, des points sont attribués pour la longueur et le style,. L'ordre de départ de la course de ski de fond s'effectue selon la méthode Gundersen (1 point = 4 secondes), le coureur occupant la première place du classement de saut s’élance en premier, et les autres s’élancent ensuite dans l’ordre fixé. Le premier skieur à franchir la ligne d’arrivée remporte l’épreuve.

#### Évolution
L'épreuve individuelle est la plus ancienne épreuve du combiné nordique elle a énormément évolué au fil des années. À l'origine, le concours de ski de fond (d'une distance de 18 km) était disputé avant le saut. De plus, pour le ski de fond les athlètes participants à l'épreuve de combiné nordique était mélangés aux fondeurs qui participaient exclusivement à l'épreuve du 18 km.
À partir de 1948, les athlètes réalisent trois sauts et seuls les deux meilleurs sont comptabilisés. À partir de 1952, l'épreuve de saut a lieu avant le fond. En 1956, la distance est réduite à 15 km et une course séparée de ski de fond est organisée,. Dès 1988, le tableau de Gundersen est utilisé pour convertir les points en secondes. En 1994, la taille du tremplin passe d'un K 70 à un K 90 comme pour le saut à ski. En 2010, la course de fond passe de 15 km à 10 km. Enfin en 2014, un système de compensation pour le vent et pour la distance d'élan est mis en place.

### Sprint
Le déroulement de cette épreuve est identique à celui de l'épreuve individuelle excepté le fait que le concours de saut a lieu sur un grand tremplin.
En 1999, le CIO décide d'ajouter une troisième épreuve au programme olympique des jeux de Salt Lake City en 2002. Le sprint consiste en un seul saut sur un grand tremplin (K 120) avant une course de ski de fond de 7,5 kilomètres (même système que l'épreuve individuelle),. Lors de cette édition, la course de sprint est disputée sur deux jours consécutifs. Depuis cette épreuve est disputé comme l'épreuve individuelle sur une seule journée. En 2010, la distance passe de 7,5 km à 10 km.

### Par équipes
Chaque équipe comprend quatre skieurs qui effectuent individuellement un saut sur le tremplin. On additionne ensuite les résultats de chaque membre de l’équipe. L’équipe qui obtient le nombre total de points le plus élevé sera la première équipe à partir dans la partie du ski de fond qui consiste en un relais 4 × 5 km. Comme aux épreuves individuelles, on détermine les temps de départ dans un ordre fixés selon le tableau de Gundersen. L’équipe dont le premier skieur franchit la ligne d’arrivée remporte l’épreuve.
Cette épreuve a été introduite lors des jeux olympiques de 1988 avec des équipes de trois coureurs (3 × 10 km) qui effectuait deux sauts,. En 1998, le format du relais change et passe à 4 × 5 km et avec un seul saut par athlète,.

### Tableau récapitulatif
• = Épreuves officielles, H = Hommes, F = Femmes
| Épreuves     | 24 | 28 | 32 | 36 | 48 | 52 | 56 | 60 | 64 | 68 | 72 | 76 | 80 | 84 | 88 | 92 | 94 | 98 | 02 | 06 | 10 | 14 | 18 | 22 |
| ------------ | -- | -- | -- | -- | -- | -- | -- | -- | -- | -- | -- | -- | -- | -- | -- | -- | -- | -- | -- | -- | -- | -- | -- | -- |
| Individuel H | •  | •  | •  | •  | •  | •  | •  | •  | •  | •  | •  | •  | •  | •  | •  | •  | •  | •  | •  | •  | •  | •  | •  | •  |
| Équipes H    |    |    |    |    |    |    |    |    |    |    |    |    |    |    | •  | •  | •  | •  | •  | •  | •  | •  | •  | •  |
| Sprint H     |    |    |    |    |    |    |    |    |    |    |    |    |    |    |    |    |    |    | •  | •  | •  | •  | •  | •  |

## Sites
Les tremplins utilisés lors des compétitions de saut à ski et de combiné nordique aux Jeux olympiques ont progressivement augmentés de taille. Lors des Jeux olympiques de Chamonix, le Tremplin olympique du Mont n'est qu'un K 50. Lors des éditions suivantes, la norme s'établit autour d'un tremplin de 70 mètres. À partir de 1964, deux concours de saut à ski sont disputés : l'un sur un « tremplin normal » (K 70) et sur le « grand tremplin » (K 90). Les compétitions de combiné nordique ont alors lieu sur le tremplin normal. À partir des années 1980, les tremplins évoluent et deviennent des K 90 et des K 120.
Les pistes de ski de fond doivent proposer un tiers de montée avec des pentes comprises entre 9 et 18 %, un tiers de descente et un tiers de terrain plat. Les distances de ski de fond pour les compétitions de compétition nordique ont changé au cours de temps. À l'origine, il n'y avait qu'une course de ski de fond qui était une boucle de 18 km. Après la seconde guerre mondiale, elle est devenue un 15 km et elle est depuis 2010 de 10 km (une boucle de 2,5 km à faire quatre fois). Les courses ajoutées ont également une distance de 10 km . Les compétitions ont lieu désormais sur des boucles plus petites afin de faciliter les retransmissions télévisuelles.

## Nations présentes
Entre 1924 et 2014, 605 athlètes différents en provenance de trente et une nations différentes ont participé aux épreuves de combiné nordique des Jeux olympiques. Hannu Manninen est à la fois l'athlète le plus jeune et l'athlète le plus âgé à avoir participé à une épreuve olympique.
La Norvège et les États-Unis sont les seules nations à avoir participé à toutes les olympiades. Considéré comme un « pays agresseur » lors des guerres mondiales, l'Allemagne ne peut pas participer aux Jeux olympiques de 1924 et de 1948 . Le Japon, pour la même raison, ne peut pas participer aux compétitions de 1948. Le nombre de nations participantes stagnent et la FIS souhaitent atteindre vingt nations participants en 2022.
| Édition                                 | 24 | 28 | 32 | 36 | 48 | 52 | 56 | 60 | 64 | 68 | 72 | 76 | 80 | 84 | 88 | 92 | 94 | 98 | 02 | 06 | 10 | 14 | 18 | 22 |
| --------------------------------------- | -- | -- | -- | -- | -- | -- | -- | -- | -- | -- | -- | -- | -- | -- | -- | -- | -- | -- | -- | -- | -- | -- | -- | -- |
| Nombre de nations présentes par édition | 9  | 14 | 10 | 16 | 13 | 11 | 12 | 13 | 11 | 13 | 14 | 14 | 9  | 11 | 13 | 12 | 16 | 14 | 14 | 15 | 14 | 15 | 16 | 18 |

Le nombre indiqué entre parenthèses est le nombre d'athlètes engagés dans les épreuves officielles pour chaque pays sur l'ensemble des Jeux de 1924 à 2022.
| - Allemagne (67) - Allemagne de l'Est (21) - Allemagne de l'Ouest (22) - Australie (1) - Autriche (75) - Biélorussie (4) - Bulgarie (1) - Canada (19) - Corée du Sud (2) |  | - Chine (1) - Estonie (21) - États-Unis (97) - Finlande (89) - France (58) - Grande-Bretagne (1) - Équipe unifiée (4) - Hongrie (6) - Italie (48) |  | - Japon (78) - Kazakhstan (1) - Lettonie (2) - Norvège (102) - Pologne (48) - République tchèque (35) - Tchécoslovaquie (46) - Roumanie (1) - Russie (28) |  | - Slovaquie (4) - Slovénie (11) - Suède (18) - Suisse (59) - Ukraine (7) - URSS (33) - Yougoslavie (6) |

## Athlètes

### Légendes olympiques
Ulrich Wehling est le seul athlète à avoir remporté à trois reprises l'épreuve individuelle. Samppa Lajunen a remporté l'or dans les trois épreuves du combiné nordique au programme des jeux olympiques de 2002. Il avait déjà remporté deux médailles d'argent aux Jeux olympiques de 1998 ce qui fait de lui l'athlète le plus médaillés dans le combiné nordique aux Jeux olympiques. Felix Gottwald et Eric Frenzel sont les athlètes qui comptent le plus de médailles (7). Jørgen Graabak remporte lors des Jeux olympiques de 2022 deux nouvelles médailles d'or après celles de 2014. Avec quatre médailles d'or, il devient le coureur de combiné nordique le plus sacré aux Jeux olympiques.
Avant la Seconde Guerre mondiale, Johan Grøttumsbråten est le seul athlète qui est parvenu à remporter trois médailles dont deux d'or.
| Nom            | Nation             | Or | Argent | Bronze | Total |
| -------------- | ------------------ | -- | ------ | ------ | ----- |
| Jørgen Graabak | Norvège            | 4  | 2      | 0      | 6     |
| Eric Frenzel   | Allemagne          | 3  | 2      | 2      | 7     |
| Samppa Lajunen | Finlande           | 3  | 2      | 0      | 5     |
| Felix Gottwald | Autriche           | 3  | 1      | 3      | 7     |
| Ulrich Wehling | Allemagne de l'Est | 3  | 0      | 0      | 3     |

### Dopage
Claus Tuchscherer a avoué à l'issue de sa carrière qu'il faisait partie du programme de dopage Est-Allemand (en) lors des Jeux olympiques de 1976 où il se classa 5e.
Kerry Lynch est le premier athlète de combiné nordique à avoir été dû rendre une médaille, que ce soit dans les jeux olympiques d'hiver ou aux championnats du monde de ski nordique. En janvier 1988, un mois avant les Jeux olympiques de 1988 où il était considéré comme un des favoris, il avoue avoir reçu une transfusion sanguine afin d'augmenter son nombre de globules rouges aux Championnats du monde de ski nordique 1987 à Oberstdorf dans lequel il avait terminé deuxième dans l'épreuve individuelle derrière Torbjørn Løkken,. À la suite de ces aveux, Lynch fut suspendu deux ans et il arrêta sa carrière.

## Tableau des médailles
Le tableau ci-dessous présente le bilan, par nations, des médailles obtenues en combiné nordique lors des Jeux olympiques d'hiver de 1924 à 2022. Le rang est obtenu par le décompte des médailles d'or, puis en cas d'ex æquo, des médailles d'argent, puis de bronze.
| Rang  | Nation             | Or | Argent | Bronze | Total |
| ----- | ------------------ | -- | ------ | ------ | ----- |
| 1     | Norvège            | 15 | 12     | 8      | 35    |
| 2     | Allemagne          | 9  | 7      | 5      | 21    |
| 3     | Finlande           | 4  | 8      | 2      | 14    |
| 4     | Autriche           | 3  | 2      | 11     | 16    |
| 5     | Allemagne de l'Est | 3  | 0      | 4      | 7     |
| 6     | Japon              | 2  | 3      | 2      | 7     |
| 7     | France             | 2  | 1      | 1      | 4     |
| 8     | États-Unis         | 1  | 3      | 0      | 4     |
| 9     | Suisse             | 1  | 2      | 1      | 4     |
| 10    | Union soviétique   | 0  | 1      | 2      | 3     |
| 11    | Suède              | 0  | 1      | 1      | 2     |
| 12    | Italie             | 0  | 0      | 1      | 1     |
| 12    | Pologne            | 0  | 0      | 1      | 1     |
| 12    | Russie             | 0  | 0      | 1      | 1     |
| TOTAL | TOTAL              | 40 | 40     | 40     | 120   |